# Juan José Estrada
Pour le boxeur, voir Juan Jose Estrada (boxe anglaise).
Juan José Estrada Morales (1er janvier 1872 - 11 juillet 1947) est un militaire et homme d'État nicaraguayen, qui est président du Nicaragua entre le 30 août 1910 et le 9 mai 1911.
En rébellion contre le gouvernement du général José Santos Zelaya, il est soutenu par les États-Unis.
Il organise les élections d'une nouvelle Assemblée constituante qui l'élit président constitutionnel pour une période de deux ans.  Il ne peut aller au bout de son mandat car il est relevé de ses fonctions par ses alliés conservateurs, le général Luis Mena et Adolfo Diaz Recinos.